# Ornithogalum britteniae
Ornithogalum britteniae är en sparrisväxtart som beskrevs av Frances Margaret Leighton och Anna Amelia Obermeyer. Ornithogalum britteniae ingår i släktet stjärnlökar, och familjen sparrisväxter. Inga underarter finns listade i Catalogue of Life.